# Октябрина
Октябри́на (рос. Октябрина) — присілок у складі Богдановицького міського округу Свердловської області.
Населення — 117 осіб (2010, 175 у 2002).
Національний склад станом на 2002 рік: росіяни — 77 %.